# Tipula kennedyana
Tipula kennedyana är en tvåvingeart som beskrevs av Alexander 1965. Tipula kennedyana ingår i släktet Tipula och familjen storharkrankar. Inga underarter finns listade i Catalogue of Life.